# Regut
Regut is een dorp in de Poolse woiwodschap Mazovië. De plaats maakt deel uit van de gemeente Celestynów en telt 590 inwoners.